# Jerzy Godlewski
Jerzy Godlewski herbu Gozdawa – chorąży czernihowski w latach 1668–1683, miecznik nowogrodzkosiewierski w latach 1659–1669, kapitan królewski.

## Życiorys
Poseł na sejm konwokacyjny 1668 roku z województwa czernihowskiego. Był członkiem konfederacji generalnej zawiązanej 5 listopada 1668 roku na tym sejmie. Był elektorem Michała Korybuta Wiśniowieckiego z województwa czernihowskiego w 1669 roku. Poseł sejmiku włodzimierskiego województwa czernihowskiego na sejm 1677 roku. Poseł na sejm grodzieński 1678–1679 roku.